# LL(k)-граматика
LL(k)-граматики — це клас контекстно-вільних граматик з додатковими обмеженнями, а саме:
КВ-граматика {\displaystyle G=\langle N,\Sigma ,P,S\rangle } називається LL(k)-граматикою, для деякого фіксованого k, якщо дія двох лівосторонніх виводів:
1. {\displaystyle S\Rightarrow ^{*}\omega _{1}A\omega _{2}\Rightarrow \omega _{1}\alpha \omega _{2}\Rightarrow ^{*}\omega _{1}x}
2. {\displaystyle S\Rightarrow ^{*}\omega _{1}A\omega _{2}\Rightarrow \omega _{1}\beta \omega _{2}\Rightarrow ^{*}\omega _{1}y},

для яких з Firstk(x) = Firstk(y) випливає що {\displaystyle \alpha =\beta } ({\displaystyle A\to \alpha |\beta }).
Неформально, граматика G буде LL(k)-граматикою, якщо для ланцюжка {\displaystyle \omega _{1}A\omega _{2}\in (N\cup \Sigma )} k перших символів (за умови, що вони існують) решти непроаналізованого ланцюжка визначають, що з {\displaystyle A\omega _{2}} існує не більше однієї
альтернативи виведення ланцюжка, що починається з {\displaystyle \omega } та продовжується
наступними k термінальними символами.
Означення: {\displaystyle {\mbox{First}}_{k}(\alpha )=\{\omega |\alpha \Rightarrow ^{*}\omega x\wedge ((|\omega |=k\to x\neq \epsilon )\vee (|\omega |<k\to x=\epsilon ))\}}

## Властивості LL(k)-граматик
1. Не існує алгоритму, який перевіряє належність КВ-граматики класу LL(k)-граматик.
2. Існує алгоритм, який для конкретного k перевіряє, чи є задана граматика LL(k)-граматикою.
3. Якщо граматика є LL(k)-граматикою, то вона є LL(k+p)-граматикою, (p>0).
4. Клас LL(k)-граматик — це підклас КВ-граматик, який не покриває його.

На практиці найчастіше користуються найвужчим класом LL(1), і до недавнього часу взагалі вважалось, що побудувати аналізатор для LL(k)-граматики, де k>1 практично неможливо.